# Ivan Gontjarov
Ivan Aleksandrovitj Gontjarov (ryska: Иван Александрович Гончаров), född 18 juni 1812 (6 juni g.s.) i Simbirsk, Ryska Imperiet, död 27 september 1891 (15 september g.s.) i Sankt Petersburg, Ryska Imperiet, var en rysk författare. 
Gontjarov föddes i en rik köpmansfamilj, och växte upp på ett gammalt adelsgods. Efter skol- och universitetsstudier blev han tjänsteman i finansdepartementet, tills han vid det liberala genombrottet 1856 utnämndes till censor. Fram till sin död levde han liksom sin romanhjälte Oblomov ogift och hängiven åt maklighet och traditionella vanor. Det enda avbrottet i hans annars stilla liv var en sjöresa till Japan, som han 1852 anträdde som sekreterare åt amiral Putjatin, varefter han 1855 återvände hem genom Sibirien.
Gontjarov debuterade 1847 med berättelsen En alldaglig historia, vid sidan av Fjodor Dostojevskijs Arma människor från 1845 ansedd som den begynnande realismens främsta verk.[källa behövs] 1849 offentliggjorde Gontjarov ett parti av sin mest betydande roman Oblomov, i fullständigt skick tryckt först 1858. Oblomov har ansetts som en av den ryska litteraturens klassiska arbeten. Det ger med en bred och intimt trogen miljöskildring en bild av 1850-talets dominerade ryska överklasstyp. Hjälten, en förmögen godsägare, modernt bildad med ädla ideal, förspiller trots sina höga ideal dagarna i passivitet, och kom på ryska att ge namnet oblómovsjtjina ("Oblomovs manér) åt någon som lever sitt liv på Oblomovs sätt. 1868 fick Gontjarov färdig sin tredje roman, Bråddjupet. Med denna roman vann han dock föga erkännande hos kritiken. Den omfångsrika berättelsen skildrar överklassens liv i Sankt Petersburg och Volgatrakten. Som de främsta delarna i romanen har ansetts de delar som baserar sig på författarens egna barndomsupplevelser. I likhet med Ivan Turgenjev i Fäder och söner tecknar Gontjarov även en nihilisttyp från 1860-talet. Gontjarov överskattade gärna sin egen originalitet, och ansåg sig ha varit banbrytande inom rysk litteratur, men hans långsamma arbetstakt gjorde att hans idéer föregreps av andra. Bland övriga verk märks reseskildringen från hans Japanresa, Fregatten Pallas (1858).